# Akatsuki Kambayashi
Pour les articles homonymes, voir Akatsuki.
Akatsuki Kambayashi (上林 暁, Kambayashi Akatsuki), nom véritable Tokuhiro Iwaki (徳廣巌城), né le 6 octobre 1902 dans le village de Tanokuchi, district de Hata (aujourd’hui Kuroshio dans la préfecture de Kōchi), au Japon, et mort le 28 août 1980, est un écrivain japonais.

## Biographie
Akatsuki Kambayashi naît le 6 octobre 1902, à Tanokuchi, dans la préfecture de Kōchi, au Japon,. À la fin de sa scolarité, il s'installe en 1922 à Kumamoto, au Japon, dans le quartier Kambayashi, dont il prend le nom pour pseudonyme. Il étudie la littérature anglaise à l'université de Tokyo jusqu'en 1927. Après cela il commence à travailler pour le magazine Kaizō. En tout, Kambayashi a publié plus de deux cents histoires et nouvelles, dont la plupart sont basées sur des expériences personnelles. Selon Donald Keene, ces histoires se répartissent en trois grands groupes : celles situées dans le village du Shikoku où il a grandi, celles relatives à la maladie et à la folie de sa femme, et celles décrivant sa sœur cadette. Peut-être la plus connue est-elle  Sei Yohane byoin nite (« À l'hôpital de Saint-Jean », 1946, 聖ヨハネ病院にて), dans laquelle il décrit la lente agonie de sa femme au milieu d'un pays ravagé par la guerre.
Kambayashi est lauréat de l'édition 1964 du prix Yomiuri pour Shiroi yakatabune, il est membre de l'académie japonaise des arts (日本芸術院 depuis 1969, Nihon Geijutsuin) et remporte le prix Kawabata en 1974.
Seule une nouvelle de l'auteur, écrite en 1963, a été traduite en français par Patrick de Vos : Une barge blanche (Shiroi yakatabune), dans Anthologie de nouvelles japonaises contemporaines (tome II), Gallimard, 1989.

## Titres (sélection)
- 1946 Sei yohane byōin nite　(聖ヨハネ病院にて)
- 1957 Haru no saka (春の坂)
- 1963 Shiroi yakatabune (白い屋形船)
- 1973 Buronzu no michi (ブロンズの首)